# Meziměstí
Meziměstí (en allemand : Halbstadt) est une ville du district de Náchod, dans la région de Hradec Králové, en Tchéquie. Sa population s'élevait à 2 333 habitants en 2024.

## Géographie
Meziměstí se trouve à 8 km au nord-ouest de Broumov, à 24 km au nord-nord-est de Náchod, à 55 km au nord-est de Hradec Králové et à 142 km au nord-est de Prague.
La commune est limitée par la Pologne à l'ouest et au nord, par Heřmánkovice à l'est, par Hynčice au sud-est, par Jetřichov au sud et par Vernéřovice au sud-ouest.

## Histoire
La première mention écrite de la localité date de 1408.

## Administration
La commune se compose de six sections :
- Meziměstí
- Březová
- Pomeznice
- Ruprechtice
- Starostín
- Vižňov

## Galerie

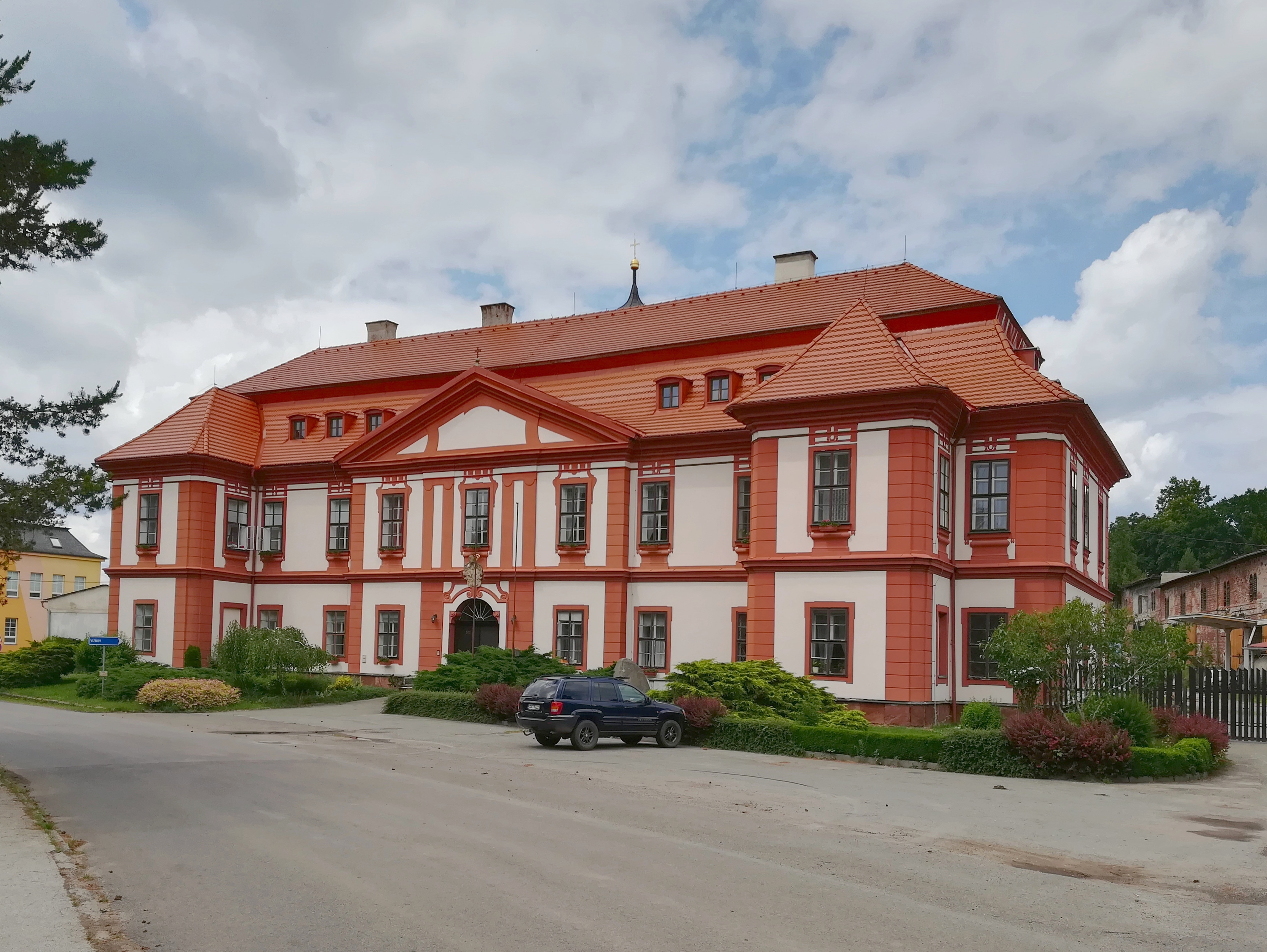
Château de Meziměstí.
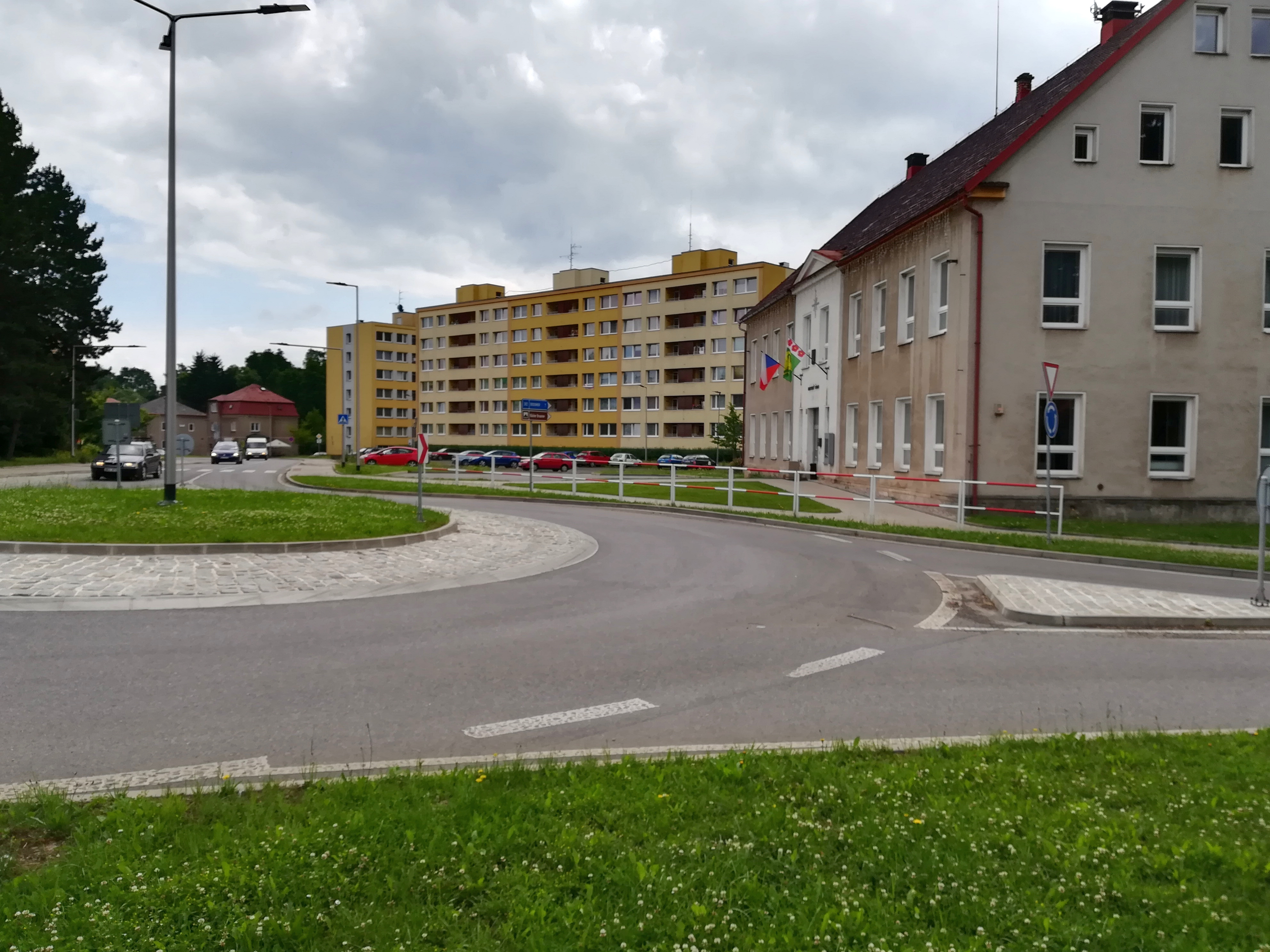
Centre de Meziměst.

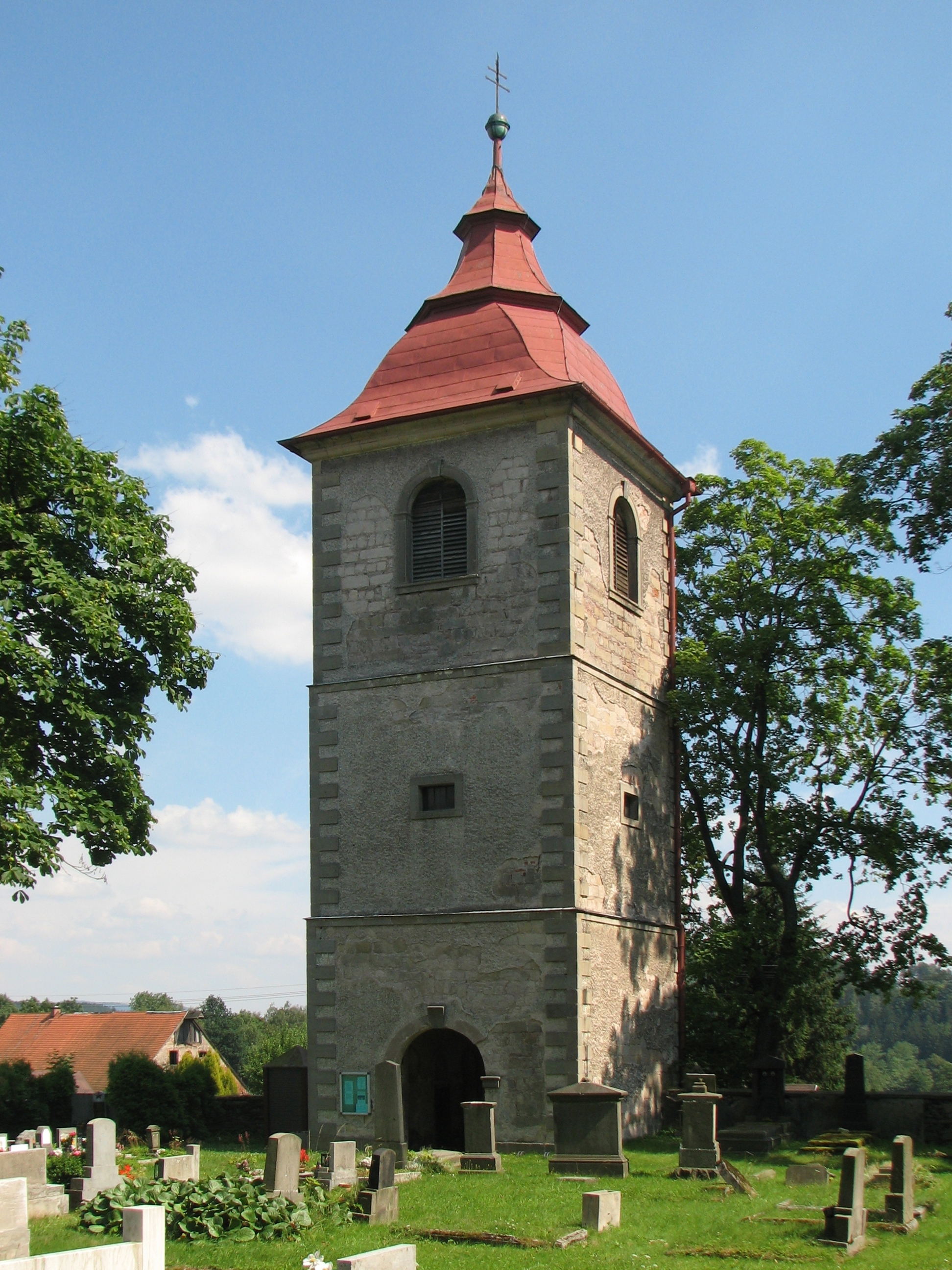
Ruprechtice : beffroi.
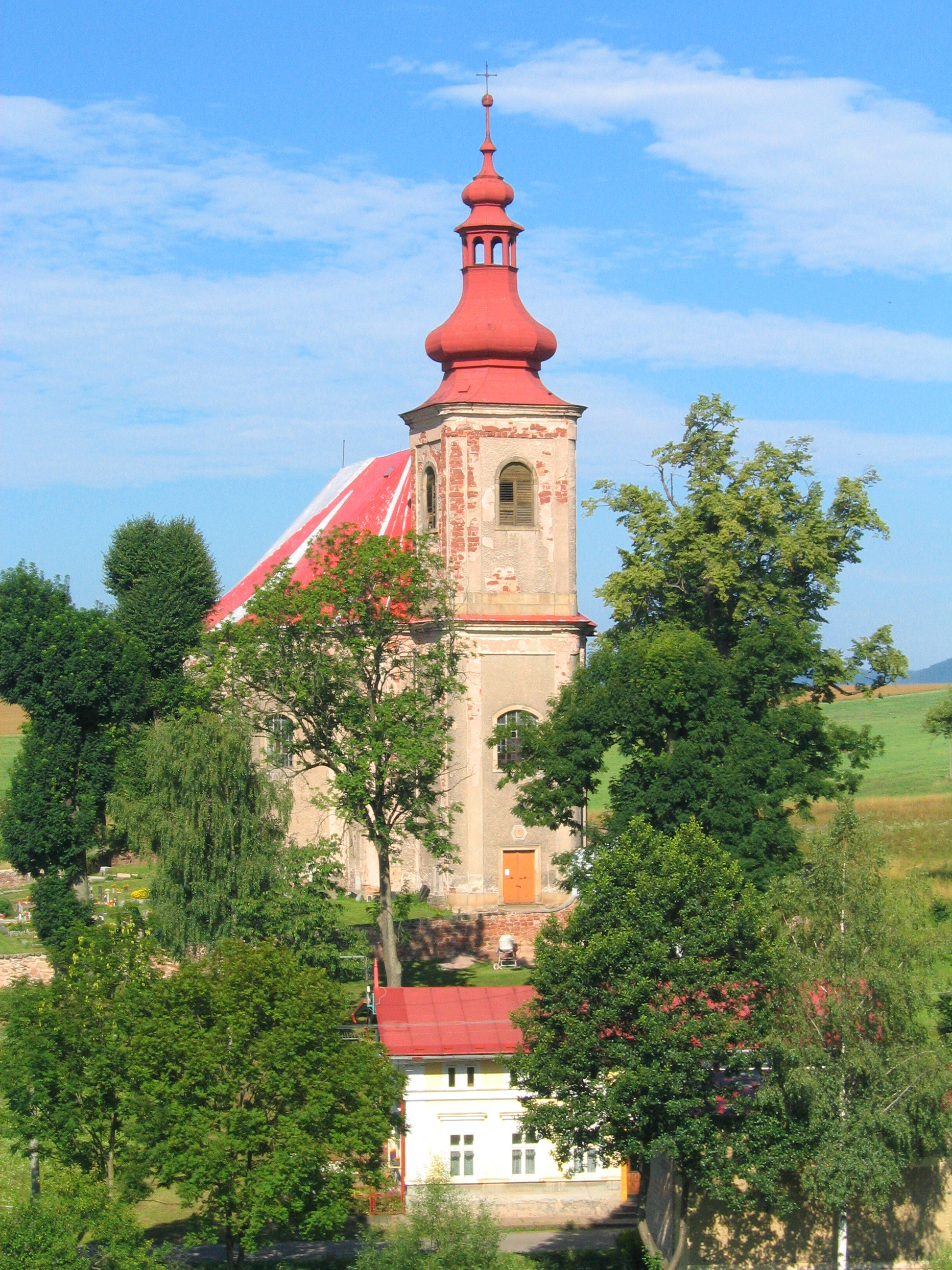
Vižňov : église Sainte-Anne.
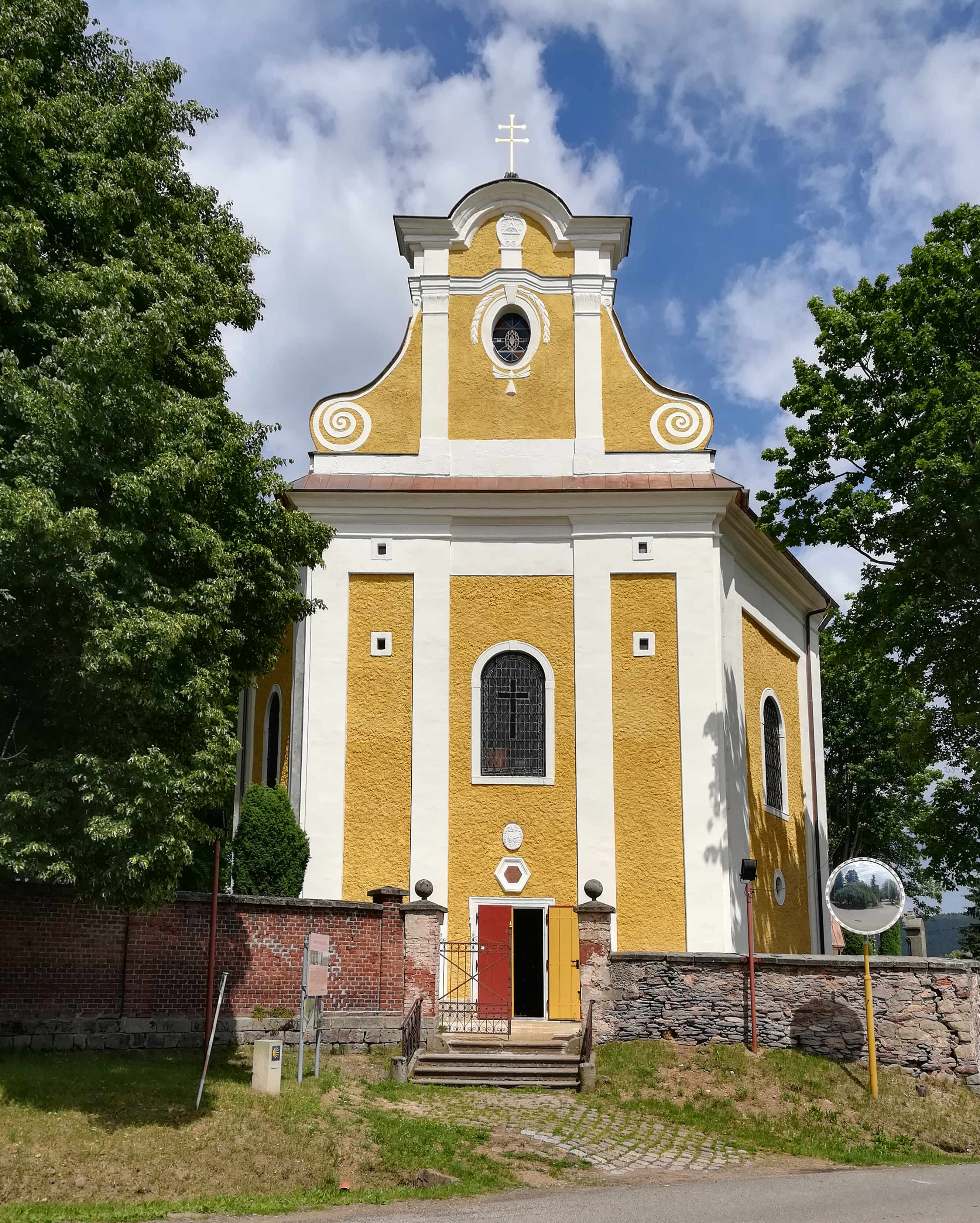
Église à Ruprechtice.

## Transports
Par la route, Meziměstí se trouve à 8 km de Broumov, à 31 km de Náchod, à 70 km de Hradec Králové et à 183 km de Prague. 